# Жетытобе
Жетытобе — общее название могильников, расположенных на территории Жамбылской области Казахстана. Датируется V—IV вв. до н. э. Комплекс погребений занимает достаточно значительную площадь, располагаясь на территории сразу двух районов.
Одна группа захоронений находится на территории Жуалынского района и состоит из 20 курганов диаметром от 8 до 100 м и высотой от 0,5 до 12 м. Другая группа располагается на территории Байзакского района и включает в себя 19 курганов диаметром от 5 до 37 м и высотой от 0,2 до 4 м.
Курганы представляют собой каменные и земляные насыпи. При обследовании двух небольших курганов были найдены останки погребённых людей и фрагменты трёх глиняных кувшинов. Характер погребального обряда и найденные предметы материальной культуры свидетельствуют о принадлежности Жетытобе к сакскому периоду.